# 狙撃砲
狙撃砲（そげきほう）とは、大日本帝国陸軍が第一次世界大戦後に開発した口径37mmの歩兵砲。直射による機関銃陣地撲滅を目的として開発された。

## 概要

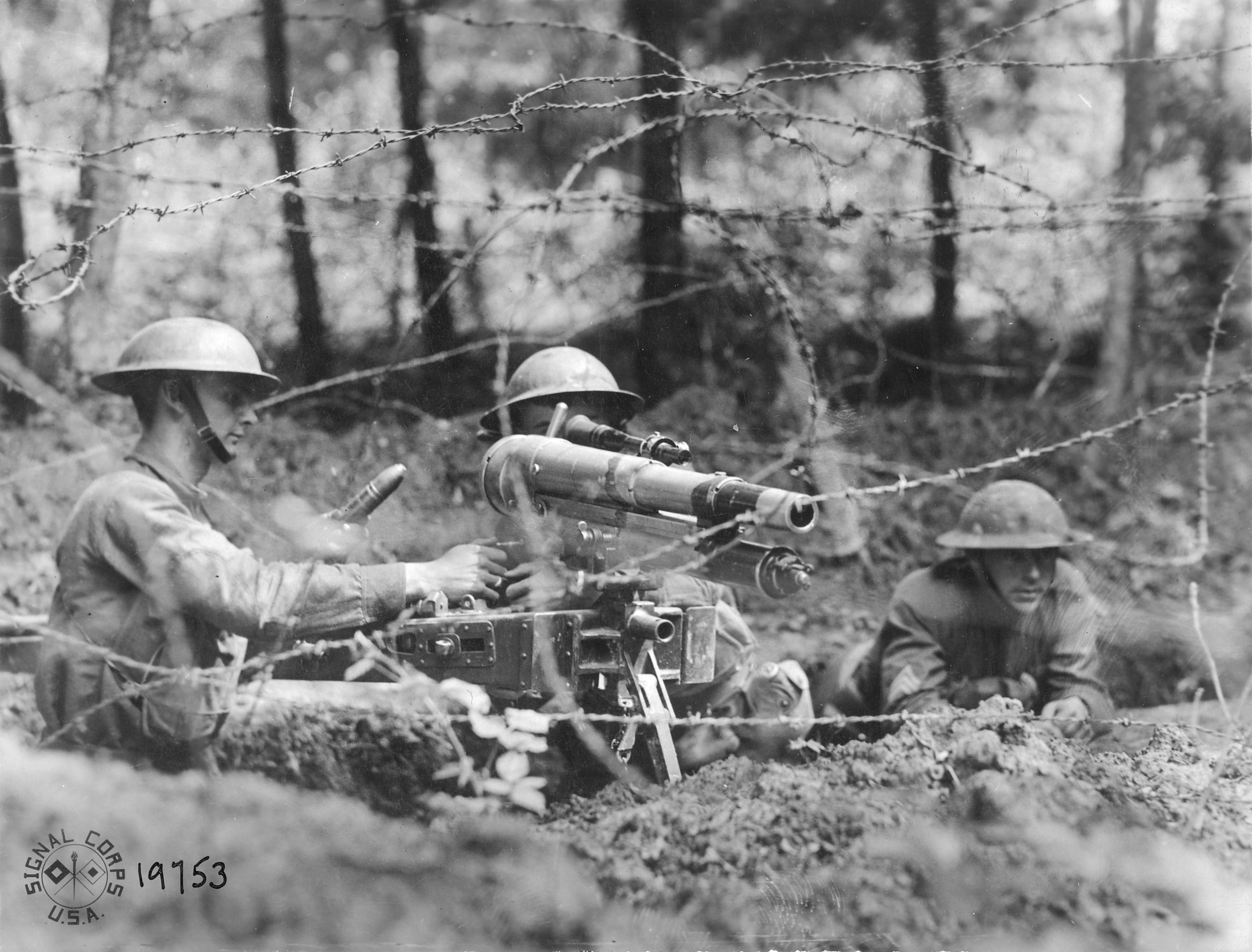
西部戦線で運用されるM1916 37mm歩兵砲。ピュトーもしくはプトー砲とも呼称される同砲は日本にも影響を与えたという。

本砲のような機関銃陣地撲滅用の軽量火砲は第一次世界大戦時に出現した。塹壕戦において攻撃の障害となる機関銃陣地を排除するための軽量軽便な直射兵器の必要性を痛感した各国はその開発に乗り出し、ロシアの37mmトレンチガンM1915やフランスのM1916 37mm歩兵砲（製造工場の所在地から「ピュトー砲」とも）等が使用された。日本でも塹壕戦の実情を鑑み、これらに倣って口径37mmの軽量火砲の開発を開始した。大正5年（1916年）6月28日付の陸秘第178号によって陸軍技術本部に対し「機関銃破壊砲」の名称で審査が命じられた。砲の設計方針としては砲身・揺架・小架及び大架からなる砲身後座式で着脱式の防盾を有することとし、以下の諸元を備えることとした。
- 口径は37mm。
- 初速は550m/秒。
- 砲車全備重量は150kg。
- 砲弾は破甲弾で砲弾重量は0.7kg。
- 炸薬は黄色薬もしくは茶褐薬。
- 信管は弾底信管。
- 着脱式の車輪を有し、輓曳もしくは分解して担行する。

大正6年（1917年）10月13日に大阪砲兵工廠に対して砲1門・砲弾300発・薬莢100個・弾底信管200個の試作が下附された。また同月16日付の陸普第346号をもって本砲の名称を「狙撃砲」に改めることが通達された。大正7年（1918年）3月には大阪砲兵工廠に対し砲12門・砲弾等各10,000発・携帯鞍工具100個の製造が通達された。更に4月～5月に掛けて同工廠に砲車70門・砲弾等70,000発・弾薬箱4,010箱の製造が通達されるなど本格的な製造が開始された。大正8年～9年（1919年～20年）の冬にはロシア黒龍州「ボチカレオ」において歩兵第66連隊による冬季試験が実施され、寒冷地における運搬・射程・弾道性・弾丸効力・各部機能抗堪等の評価を行った。試験では十数日に渡る討伐行動では輓馬の疲労が激しく、また2尺5寸～3尺(約75～90cm)以上の積雪では人力牽引は困難であり分解搬送せざるを得ないとされた。射程はやや低下し、また砲弾は極寒時でも良く作動するものの砲の撃発機構が潤滑油の凍結等で不調をきたすことが確認された。

## 構造
本砲は駐退機を有する砲身後座火砲である。砲身は特殊鋼製で全長1040mm(28口径)、閉鎖機は半自動垂直鎖栓式である。施条は傾角6度の右回り16条、砲腔内施条長は754mmである。砲架は揺架・小架・大架から成る。揺架は内部に駐退機を収納する。小架は揺架と大架の中間にあり、砲の高低・左右方向の照準を可能にする。大架は前部に車軸を有し、架尾に駐鋤、下部に防盾駐板を装着する。車輪径は70cm、轍間距離は76cmである。防盾は上方防盾と下方防盾からなり、共に厚さ3mmである。上方防盾は支脚で車軸と、支棹で大架とそれぞれ連結する。下方防盾は下端に二個の踝板を有し、射撃時には前方支脚となる。踝板は必要に応じて駐杭を挿入することで安定性を高めることができる。下方防盾を車軸を対し旋回することで砲身軸の高さを70cm(高姿勢)・60cm(中姿勢)・35cm(低姿勢)に変更することが可能である。砲車は車輪と防盾を取り外し、車軸を適当な掩体に依託して射撃することも可能である。照準器は距離2,500mまでの照準目盛りを有する。
なお本砲は大正11年(1922年)に開発された十一年式平射歩兵砲としばしば混同されるが、本砲は車輪と防盾を有するなどより凝った造りになっている。ただし実際の運用ではこれらを外して使用することも多かったために後に開発される平射歩兵砲では当初から防盾や車輪を有さない構造となっている。また閉鎖機を含めた砲身重量は42kgと平射歩兵砲の28kgより重く、装薬量の多い砲弾を使用することから初速も530m/秒と平射歩兵砲の450m/秒より大きな値である。また開発に当たって影響を受けたとされるピュトー砲とも各部の造りや諸元が異なっており、同砲を単純に模倣したものではない。発射速度は1分間に12発である。
なお連隊平射砲として十一年式平射歩兵砲の整備が進み、また第一次世界大戦後に山梨軍縮や宇垣軍縮といった軍縮が数次に渡って行われると余剰となった本砲を戦車砲に改修して用いる事となった（改造狙撃砲）。車載にあたっては砲塔内で用いるために砲の後座長を300mm以下に制限し、また撃発装置の拳銃式への変更や照準器の改修が実施された。車載型は海外からの輸入戦車や初期の国産戦車の一部に搭載され、昭和9年(1934年)には後継の九四式三十七粍戦車砲が開発された。

## 運用
本砲は歩兵の突撃に先んじてその障害となる敵機関銃陣地の撲滅を主任務とする。本砲はその任務並びに特性から第一線で歩兵の運動に追随する必要があり、地形や状況に応じた行動が求められる。攻勢時には必要に応じて適切な位置に進出し、退却する敵の砲兵や機関銃等を攻撃するなど追撃に参加する。追撃の際、友軍砲兵が進出するまで一時的に火力支援を行うこともある。また敵陣占領の際には敵の逆襲に備える等の行動をとることも必要である。これら機敏な対応のため、指揮官にはある程度の独断を下すことも求められる。防御時には友軍歩兵の攻勢移転を容易にするため、本砲はその運動性をもって敵機関銃あるいは砲兵の側面に出現し奇襲的射撃を行い敵の攻撃を妨害する。また敵の装甲車を攻撃することも可能である。退却時には損害を省みず肉薄する敵機関銃及び砲兵等に対し迅速な猛射を加えることで敵に前進を躊躇させ、友軍歩兵を窮地から救うことが可能になる 。
狙撃砲は通常所属する歩兵連隊の下で行動する。当時の歩兵連隊には本砲1個小隊と軽迫撃砲2個小隊から成る特種砲隊が置かれていた。狙撃砲隊は戦砲隊と弾薬分隊からなる。戦砲隊は砲2門を装備し、砲長は軍曹または伍長である。弾薬分隊は弾薬車4両を装備し、曹長を長とする。なお戦砲隊の編成に加わらない砲手は弾薬分隊に属すものとする。戦闘配置における砲の間隔は30歩（約54m）を基準とするが、状況に応じて指揮官が適宜判断する。弾薬分隊は戦砲隊と適切な距離を保ち、かつ戦砲隊の要請に応えられるように両隊の連絡を確実にする必要があった。

## 砲弾
本砲は破甲榴弾のみを使用する。砲弾重量は710gで、内部に圧窄黄色薬35gを有する。信管は狙撃砲破甲榴弾信管を使用する。薬筒は全備重量331gで、装薬は一号方形薬80gを有する。弾丸初速は530m/秒である。なお本砲弾は平射歩兵砲の十二年式榴弾よりも装薬量（平射歩兵砲は53g）及び砲弾重量（同650g）が大きく、上で述べたように初速はより大きくなっている。最大射程は5,000mであるが、弾着の観測が可能な距離は1,500m程度である。後には平射歩兵砲と共用可能な試製徹甲弾も開発された。昭和7年(1932年)12月の対戦車弾丸効力試験ではルノー乙型戦車に対して距離50mで射撃し、初速600m/秒で20mm装甲を貫徹するも30mm装甲には効力なしとの結果が得られた。破甲榴弾及び薬莢は後に九四式三十七粍戦車砲の開発段階において機能試験及び射表編纂試験で用いられた。
| 使用弾薬一覧（狙撃砲） |                |                    |                   |                             |         |
| 種類                   | 型番           | 信管               | 全備弾量/全備筒量 | 炸薬/装薬                   | 初速    |
| 破甲榴弾               | 狙撃砲破甲榴弾 | 狙撃砲破甲榴弾信管 | 710g/1041g        | 圧窄黄色薬35g/一号方形薬80g | 530m/秒 |

## 実戦
本砲は大正6年（1917年）に開始されたシベリア出兵において初めて実戦に投入され、過激派(ゲリラ)討伐などに使用された。その後も中国大陸等で使用され、昭和14年（1939年）時点でも本砲弾薬の調達が実施されるなど長期間にわたって配備されていた。本砲の車載型は輸入戦車や初期の国産戦車の主砲としても使用されている。陸軍が昭和5年（1930年）にフランスから輸入したルノー乙型戦車には狙撃砲搭載車と改造三年式機関銃搭載車が存在した。また八九式軽戦車の甲初期型の一部にも九〇式五糎七戦車砲に換えて本砲を装備した車輌が存在した。これらの車輌は満州事変や第一次上海事変等で実戦に参加している。船舶に搭載した例では装甲艇があり、1号艇は狙撃砲1門と三八式機関銃2丁を搭載していた。